# Африканские империи
Африканские империи — крупные государства и государственные образования, основанные в древности и в средние века на африканском континенте.

## Древний Египет
В 4-м тысячелетии до н. э. в долине реки Нил образовалось древнеегипетское государство, культура которого берёт начало на африканском континенте, но, постепенно развиваясь, начинает отделяться от культур других стран этого континента и взаимодействовать с культурой стран Передней Азии и Средиземноморья. 
В IX веке до н. э. на территории современного Судана образовалось государство Куш. В VIII веке до н. э. оно захватило Египет. В VII—VIII веках н. э. арабы захватили Египет и Северную Африку; Египет и Куш вошли и состав Арабского халифата. Распространившие здесь мусульманскую религию арабы ввели делопроизводство на арабском языке, вытеснив при этом другие языки из обихода. Этот процесс продолжался до XIV века. После этого на территории Египта господствовали династии Фатимидов, затем Айюбидов. В XIII веке образовалось государство мамлюков — воинов-рабов, составлявших гвардию династии Айюбидов. В 1250 году мамлюки свергли египетскую ветвь Айюбидов и основали династии Мамлюкских султанов: Бахри (1250—1382) и Бурджи (1382—1517), правившие в государстве, включавшем Египет и Сирию. Свергнуты турками-османами. В 1711—1798 мамлюкские эмиры (беи) фактически снова правили Египтом. Окончательно их власть была ликвидирована Мухаммедом Али в 1811 году.

## Империя Гана
Древняя империя Гана образовалась в Центральной Африке (в Южной Сахаре) в VIII веке в верхнем течении рек Нигер и Сенегал, протекающих на территории Западного Судана. Основное природное богатство — залежи золота на юго-востоке и соли на севере страны. В 977 году о процветающей, развитой Ганской империи арабский летописец Ибн Хаукал писал: «Правитель Ганы — самый богатый человек в мире». Войско состояло из 200 тысяч человек. О сказочных богатствах Ганы известно из арабских источников. Это богатство пробудило интерес и зависть соседних государств. Основная угроза шла от мусульманских династий. В середине XI века Абдуллах ибн Ясин начинает войну-газават, при этом мусульмане-альморавиды двинулись на север, построив свою столицу — Марракеш (Марокко). В 1076 году после жестокого сражения альморавиды разбили и сожгли центр торговли — город Кумби-Сале (южная часть Мавритании). Только спустя 10 лет местное население изгнало альморавидов. Но Гана не смогла восстановить свою былую мощь и к 1240 году окончательно пришла в упадок.

## Империя Мали и Сонгай
После Ганы на африканском континенте появилась империя Мали. Племя малинке, которое длительное время находилось в зависимости от Ганы, приняло мусульманскую религию. С 1230—1253 годов империей правил Сундиата Кейта («Малийский Лев»). Он разбил столицу Ганы, захватив территорию от Западного Сенегала до изгиба реки Нигер и караванные пути, ведущие в Мавританию, где был расположен важный торговый центр Уалата. В XIV веке Малийская империя ослабла в результате постоянных межплеменных войн, набегов племени туарегов с севера и мосси с юга. В 1435 году туареги захватили Томбукту, и империя пала.
На её месте появилось новое государство Сонгай (Гао). Столица, город Гао, находилась в 350 км от Тимбукту. Племя сонгаи рано приняло мусульманскую религию (XI век). В XV веке после вступления на трон правителя Сонни Али сонгаи обрели независимость, захватив при этом большую часть территории Мали. После гибели в 1492 году Сонни Али вождь племени сонинке Аския Мохаммед I вступил на трон, свегнув сына Сонни Али. Он заложил основу династии Аския, правившей государством Сонгай. В XVI веке оно достигло наивысшего расцвета.

## Другие государства
Гана, Мали и Сонгай были самыми крупными и мощными африканскими империями. В Африке также существовали и процветали государство Канем, царства племени йоруба — Ифе и Бенин, королевство Конго и другие.
Самым древним городом и политическим центром йоруба являлся город Ойо (в 180 км к северу от Лагоса). В 100 км от него был расположен религиозный центр — город Ифе. В XII веке выходец из Ифе вождь племени йоруба Эвека Бенин основал город-государство Бенин. В XIV веке его территория составила 10 км2 и была окружена высокой крепостной стеной. Бенин стал центром работорговли. Наряду с государствами Йоруба и Бенин на пространстве от берегов Западной Африки до реки Конго появилось ещё несколько государственных образований. Центром их стало королевство Конго. Вожди племени банту и баконго создали в городе Мбанза-Конго царство под названием «Маниконго» (эмир Конго). В 1482 году португалец Диогу Кан, достигнув притока реки Конго, обнаружил развитое государство. В 1490 году на территории Конго и на берегах Восточной Африки существовало множество государственных образований. Например, Могадишо, Малинди, Момбаса и Килва, находившиеся под влиянием мусульманства, установили экономические связи со странами Востока. Они торговали местными товарами — золотом и слоновой костью, а также продавали рабов. О существовании в средние века цивилизованных стран в юго-восточной Африке свидетельствуют остатки городов и следы освоенных месторождений полезных ископаемых. Сохранились сведения о государстве Мономотапа (названном по имени его правителя), занимавшем территорию нынешних государств Мозамбик и Зимбабве. Здесь встречаются остатки древних монументальных сооружений. Экономика этой страны базировалась на производстве и обработке меди и золота. В XV веке Мономатапа достигла своего наивысшего развития, но вскоре, попав под влияние португальцев, потеряла былое величие. В отдалённом уголке континента, в горной системе Катангы (ныне южная провинция Заира), располагались государства Луба и Лунда. В XV веке они превратились в развитые государства и торговали со странами Европы как равноправные партнеры. Встречающиеся на территории Кении и Уганды террасы и следы оросительной системы говорят о том, что и здесь существовали древняя культура и цивилизация, которые по неизвестным причинам исчезли ещё до прихода европейских завоевателей. В XV—XVI веках большинство африканских империй превратились в колонии европейцев, искавших морские пути в Индию. Они постепенно теряли своё могущество или исчезали навсегда.